# Renzo Gattegna
Renzo Gattegna (Roma, 1939 - Roma., 10 de noviembre de 2020) fue un abogado italiano de origen judío, presidente de la Unión de Comunidades Judías Italianas (2006-2016).

## Biografía
Abogado civil, durante muchos años ocupó el cargo de consejero de la Comunidad Judía de Roma, donde se ocupó en particular de la formación de jóvenes. De 2002 a 2006 fue consejero de la UCEI (Unión de Comunidades Judías Italianas), organismo que representa a los judíos en las instituciones y autoridades italianas e internacionales. El 16 de julio de 2006 fue elegido presidente del Sindicato, en sustitución de Claudio Morpurgo, que había ocupado el cargo de presidente tras la dimisión de Amos Luzzatto; Gattegna tenía 67 años en el momento de su nombramiento para el cargo. Seis años después, en 2012, fue reconfirmado. Su trabajo dentro de la UCEI se llevó a cabo en la dirección de apoyar el principio de estado laico, la igualdad de las minorías, con el compromiso de combatir el extremismo y la ideologización de los valores religiosos y contrarrestar cualquier tipo de aislamiento de las comunidades judías dentro de las sociedades nacionales.
En mayo de 2016, con la intención de favorecer "una alternancia en la continuidad y anteponiendo así el bien de la unión y del judaísmo italiano a cualquier otra consideración", no presentó su candidatura. En julio del mismo año, tras las elecciones del nuevo consejo de la UCEI, Noemi Di Segni se convirtió en la nueva presidenta.
Gattegna falleció el 10 de noviembre de 2020, a causa del COVID-19.